# Biserica Sfântul Nicolae din Băltița
Biserica Sfântul Nicolae din Băltița este un monument istoric aflat pe teritoriul satului Băltița, comuna Mănești. În Repertoriul Arheologic Național, monumentul apare cu codul 134210.01.